# Alison Webb
Alison Webb (Montreal, 25 de octubre de 1961) es una deportista canadiense que compitió en judo. Ganó dos medallas en los Juegos Panamericanos en los años 1987 y 1991, y dos medallas en el Campeonato Panamericano de Judo en los años 1986 y 1988.

## Palmarés internacional
| Juegos Panamericanos    | Juegos Panamericanos          | Juegos Panamericanos | Juegos Panamericanos |
| Año                     | Lugar                         | Medalla              | Categoría            |
| ----------------------- | ----------------------------- | -------------------- | -------------------- |
| 1987                    | Indianápolis (Estados Unidos) | Medalla de plata     | –72 kg               |
| 1991                    | La Habana (Cuba)              | Medalla de bronce    | –72 kg               |
| Campeonato Panamericano |                               |                      |                      |
| Año                     | Lugar                         | Medalla              | Categoría            |
| 1986                    | Salinas (Puerto Rico)         | Medalla de oro       | –72 kg               |
| 1988                    | Buenos Aires (Argentina)      | Medalla de plata     | –72 kg               |